# Топлак, Иван
Иван Топлак (серб. Иван Топлак / Ivan Toplak; 21 сентября 1931 — 26 июля 2021) — югославский футболист и футбольный тренер. Выступал на позиции нападающего.

## Карьера игрока
Топлак начал свою карьеру в 1951 году в команде «Олимпия Любляна». В 1954 году он перешёл в команду «Црвена звезда». За 7 лет он выиграл с ней 4 чемпионата Югославии (1956, 1957, 1959, 1960) и 2 кубка Югославии (1958, 1959). В 1961 году он закончил свою карьеру.
За сборную Югославии Топлак сыграл один раз. Это произошло 28 ноября 1956 года в товарищеском матче против Англии, который Югославия проиграла со счётом 0:3.

## Карьера тренера
Карьеру тренера Топлак начал в 1964 году в своей бывшей команде «Црвена звезда». В 1967 году он переехал в Соединённые Штаты, где тренировал такие команды: «Окленд Клипперс», команду Стэнфордского университета и «Сан-Хосе Эртквейкс». В 1976 году он стал тренером сборной Югославии, где проработал один год.
Затем Топлак тренировал молодёжную сборную Югославии. В 1978 году он выиграл чемпионат Европы, а два года спустя — дошёл до полуфинала. В 1979 году его команда приняла участие в чемпионате мира, который Югославия закончила на групповом этапе.
В 1980 году олимпийская сборная под руководством Топлака заняла четвёртое место на Олимпийских играх. В 1984 году на следующих Олимпийских играх команда завоевала бронзовую медаль. В 1986 году он снова был тренером сборной Югославии, а в начале 90-х тренировал Индонезию.

## Статистика выступлений
| Клуб               | Сезон            | Лига | Лига | Кубки | Кубки | Еврокубки | Еврокубки | Итого | Итого |
| Клуб               | Сезон            | Игры | Голы | Игры  | Голы  | Игры      | Голы      | Игры  | Голы  |
| ------------------ | ---------------- | ---- | ---- | ----- | ----- | --------- | --------- | ----- | ----- |
| Энотност (Любляна) | 1953/54          | 25   | 14   | ?     | ?     | -         | -         | 25+   | 14+   |
| Энотност (Любляна) | Итого            | 25   | 14   | ?     | ?     | 0         | 0         | 25+   | 14+   |
| Црвена звезда      | 1954/55          | 23   | 15   | 5     | 4     | -         | -         | 28    | 19    |
| Црвена звезда      | 1955/56          | 24   | 12   | 3     | 10    | 0         | 0         | 27    | 22    |
| Црвена звезда      | 1956/57          | 12   | 6    | 1     | 1     | 7         | 3         | 20    | 10    |
| Црвена звезда      | 1957/58          | 18   | 9    | 1     | 1     | 9         | 2         | 28    | 12    |
| Црвена звезда      | 1958/59          | 1    | 0    | 0     | 0     | 0         | 0         | 1     | 0     |
| Црвена звезда      | 1959/60          | 11   | 5    | 1     | 0     | 0         | 0         | 12    | 5     |
| Црвена звезда      | 1960/61          | 3    | 1    | 0     | 0     | 1         | 1         | 4     | 2     |
| Црвена звезда      | Итого            | 92   | 48   | 11    | 16    | 17        | 6         | 120   | 70    |
| Всего за карьеру   | Всего за карьеру | 117  | 62   | 11+   | 16+   | 17        | 6         | 145+  | 84+   |